# Pacotes de expansão de The Sims 3
| Jogo             | GameRankings | Metacritic |
| ---------------- | ------------ | ---------- |
| World Adventures | 82.91%       | 81/100     |
| Ambitions        | 75.93%       | 74/100     |
| Late Night       | 81.50%       | 74/100     |
| Generations      | 73.93%       | 72/100     |
| Pets             | 70.00%       | 79/100     |
| Showtime         | 73.12%       | 67/100     |
| Supernatural     | 79.43%       | 74/100     |
| Seasons          | -            | 73/100     |
| University Life  | 78.11%       | 72/100     |
| Island Paradise  | 77.13%       | 73/100     |
| Into the Future  | 83.00%       | 80/100     |

Onze pacotes de expansão foram lançados para o videogame de simulação de vida de 2009 The Sims 3, o terceiro grande título da série The Sims. Dos onze pacotes de expansão, sete foram desenvolvidos pela Maxis Redwood Shores, enquanto os outros quatro foram desenvolvidos pela EA Salt Lake. Todos os pacotes de expansão foram publicados pela Electronic Arts. Os pacotes de expansão tendem a se concentrar em novos recursos importantes, com a adição de muitos novos objetos, mundos e recursos de jogo voltados para o tema principal do pacote. O primeiro pacote de expansão, World Adventures, foi lançado em 18 de novembro de 2009. O último pacote de expansão, Into the Future, foi lançado em 22 de outubro de 2013.

## World Adventures
The Sims 3: World Adventures (bra: The Sims 3: Volta ao Mundo; prt: Os Sims 3: Aventuras no Mundo) é o primeiro pacote de expansão para The Sims 3, anunciado em 3 de agosto de 2009 e lançado na América do Norte em 18 de novembro de 2009, 19 de novembro de 2009 no Brasil e 20 de novembro de 2009 na Europa.
O pacote se concentra em viajar para várias áreas de maneira semelhante às expansões anteriores The Sims: Vacation e The Sims 2: Bon Voyage. Os Sims podem viajar para locais fictícios na França, China e Egito. Nesses locais, os Sims podem embarcar em aventuras para ganhar recompensas. Os Sims também podem subir de nível em novas habilidades: fotografia, artes marciais e produção de néctar. A expansão também adicionou um novo estado de vida, a múmia, que pode ser adicionada a uma família por vários meios.

### Jogabilidade
A principal característica do World Adventures é a capacidade de viajar para três novos destinos. Os Sims só podem permanecer em destinos por períodos limitados com base em seus níveis de visto combinados. Ter mais pontos de visto desbloqueia novos níveis. Ter um nível de visto mais alto, além de recompensas vitalícias e certificados de parceria com destinos específicos, aumentará o tempo que os Sims podem permanecer em um destino, de três dias para um máximo de 18 dias para um único Sim e até 72 dias para uma família.

#### Destinos
Os Sims podem viajar para três destinos fictícios em locais da vida real. Nesses destinos, os Sims podem se encontrar com os locais, fazer novas amizades e viver aventuras. Cada destino tem uma habilidade única associada a ele. Os três destinos são:
- Al Simhara, Egito – Este destino vende as melhores câmeras do pacote e, portanto, é o local principal para a nova habilidade de Fotografia. Este destino também apresenta as aventuras de tumbas mais desafiadoras do jogo, por causa das múmias que podem colocar maldições mortais nos Sims.
- Champs Les Sims, França – Os Sims podem aprender a habilidade Fabricação de Néctar, baseada na vinificação, permitindo que os Sims preparem bebidas, que dão aos Sims modificadores de humor positivos quando consumidos.
- Shang Simla, China – Os Sims podem aprender a nova habilidade de Artes Marciais, que funciona em conjunto com a habilidade Atlética existente para melhorar a capacidade de luta de um Sim.

#### Aventuras
Em cada destino, há um quadro de aventura fora do acampamento base. Os Sims podem escolher Aventuras para cumprir, semelhantes às oportunidades no jogo base. As aventuras podem consistir em um objetivo simples, como coletar um determinado material e devolvê-lo ao entregador da missão, ou um mais complexo, como explorar uma das muitas tumbas da expansão. Os Sims ganham pontos de visto, moedas antigas e Simoleons ao concluir essas tarefas.
Cada destino também tem uma loja geral para comprar suprimentos de aventura. Novos itens incluem comida seca, chuveiro em lata e uma variedade de barracas de diferentes qualidades. Esses novos itens são necessários para dormir e sobreviver nas masmorras ao cumprir as Aventuras.

#### Masmorras
Dentro das masmorras, os Sims encontrarão armadilhas, quebra-cabeças e a nova múmia. A maioria das masmorras é bastante linear, embora algumas sejam maiores que outras e apresentem mais itens. Moedas antigas e relíquias também podem ser encontradas em masmorras. Esses itens colecionáveis podem ser vendidos ou exibidos como uma coleção. Muitas relíquias podem ser vendidas por grandes quantidades de Simoleons, tornando-se uma forma viável de ganhar dinheiro no jogo.

#### Habilidades
Artes Marciais – Aprendidas em Shang Simla. Essa habilidade permite que os Sims se tornem lutadores poderosos e é útil para derrotar múmias em Al Simhara. A habilidade também permite que os Sims meditem, dando um humor de foco meditativo. Este modificador de humor aumenta os ganhos de habilidade e aumenta a qualidade dos produtos fabricados. Os Sims que dominam a meditação podem aprender a se teletransportar.
Fabricação de Néctar – Aprendido em Champs Les Sims. O néctar pode ser envelhecido e pode ser altamente lucrativo se as garrafas forem envelhecidas o suficiente.
Fotografia – Principalmente em Al Simhara. Embora os Sims possam comprar uma câmera barata em qualquer local, existem dois modelos de câmeras de ponta que estão disponíveis apenas no armazém geral de Al Simhara. Os Sims podem capturar assuntos com essas câmeras e as fotos podem ser vendidas por pequenas quantias de dinheiro.

### Desenvolvimento
A produtora Lyndsay Pearson disse que os locais do mundo real eram um atrativo para seus jogadores e que os usuários criavam edifícios famosos no Exchange online; o pacote representava uma extensão desse desejo. Pearson também afirmou que havia inovações presentes no pacote, que não poderiam ter sido alcançadas em títulos do Sims antes.

#### Musica
A partitura para World Adventures foi composta por Steve Jablonsky, que já havia composto a trilha para The Sims 3. Ele gravou sua partitura com um conjunto de cordas e sopros de 35 peças no Eastwest Studios em Hollywood.
Nelly Furtado, Pixie Lott, Stefanie Heinzmann, Matt & Kim, The Young Punx e outros artistas contribuíram com canções em Simlish para o pacote.

### Recepção
A recepção inicial de World Adventures foi positiva, ganhando uma classificação Metacritic de 81.
A GamePro argumentou que o único recurso ruim do pacote era poder fazer os jogadores perderem várias horas na jogabilidade viciante. Steve Butts da IGN criticou a jogabilidade baseada em aventura e a dificuldade de tirar férias em família, no entanto, ele concluiu: "Espero que o World Adventures estabeleça o padrão para futuras expansões do Sims."
World Adventures foi listado como sétimo em uma lista dos dez jogos para PC mais vendidos (pacote de expansão) de 2009, de acordo com as tabelas de vendas da NPD. The Sims 3 foi listado como o jogo mais vendido de 2009.

## Ambitions
The Sims 3: Ambitions (bra: The Sims 3: Ambições; prt: Os Sims 3: Ambições Profissionais) é o segundo pacote de expansão para The Sims 3, lançado na América do Norte em 1 de junho de 2010 e em 4 de junho de 2010 na Europa. No Brasil, o lançamento ocorreu em 10 de junho de 2010, seis dias após o lançamento digital, em decorrência da saída da EA Games do país. Ambitions apresenta novas profissões que podem ser ativamente controladas pelo jogador, ao contrário das carreiras do jogo base. Uma variedade de novas habilidades também são adicionadas juntamente com a capacidade de se registrar como autônomo para obter habilidades. A expansão também adicionou um novo mundo, Twinbrook.

### Jogabilidade
As profissões são o foco principal de Ambitions e permitem que os jogadores sejam mais interativos com o trabalho de um Sim. As novas carreiras são:
- Arquiteto – A profissão de Design Arquitetônico enviará Sims a trabalhos para redecorar as casas de outros Sims. Os trabalhos dos clientes incluem a remodelação e construção de novos quartos com base nas suas características e requisitos, com base num orçamento definido. Esta jogabilidade ocorre em uma versão modificada do modo Construção e Compra do jogo base.
- Doutor – A profissão de Doutor é uma versão atualizada da carreira de Médico do jogo base. Os Sims agora têm a opção de deixar o hospital durante o horário de trabalho para realizar tarefas, como vacinas e plantão clínico.
- Bombeiro – Esta profissão envolve resgatar Sims e apagar incêndios.
- Caça-fantasmas – Esta profissão envolve trabalhos para eliminar a atividade paranormal das casas dos Sims, de forma semelhante ao Os Caça-Fantasmas e à Luigi's Mansion. Os três tipos de atividade paranormal são Espíritos, Poltergeists e Sims Fantasmas. Os Sims recebem uma arma zapper e podem coletar certos tipos de espíritos para vender por dinheiro extra.
- Inventor – Esta é uma profissão autônoma, a ser usada com a nova habilidade de inventar. Os Sims podem inventar dispositivos, decorações e brinquedos de sucata coletada. A sucata pode ser coletada no novo lote de ferro-velho ou detonando objetos em níveis de habilidade mais altos. Os Sims no nível 10 da habilidade de inventar podem construir um SimBot, um novo estado de vida semelhante aos Servos de The Sims 2: Open for Business.
- Investigador – Esta profissão envolve procurar pistas para resolver casos investigativos.
- Escultor – Esta também é uma profissão autônoma, para ser usada com a nova habilidade de esculpir. Os Sims podem esculpir diferentes tipos de itens, como banheiros e estátuas. Móveis esculpidos podem até ser usados com a profissão de Arquiteto. Os objetos podem ser esculpidos em argila, madeira, pedra e gelo.
- Estilista – Esta profissão envolve mudar a aparência dos Sims da vizinhança. Os Sims podem fazer reformas completas e mudanças de guarda-roupa, de acordo com as necessidades dos clientes. Esta profissão é usada com a habilidade oculta do estilista.
- Professor – A carreira de Educação não é uma profissão e é uma carreira padrão semelhante às carreiras do jogo base.
- Autônomo – Sims que buscam uma habilidade como método principal de ganhar dinheiro agora podem se registrar como autônomos. Os Sims podem se registrar na Prefeitura com um mínimo de um ponto de habilidade. Os Sims ganham dinheiro na forma de bônus e alcançam metas definidas com recompensas como placas decorativas e troféus.

### Desenvolvimento
O produtor associado Grant Rodiek explicou que a jogabilidade baseada na carreira era algo que a equipe sempre quis fazer. "Nós sempre nos esforçamos para fazer algo novo que nunca foi visto no The Sims antes." Rodiek explicou que o foco principal de um pacote de expansão depende de três elementos: feedback da comunidade, o que a equipe de desenvolvimento deseja fazer e as limitações do software.

### Recepção
Anthony Gallegos da IGN disse que "não reinventa a série, mas é muito mais substancial do que muitas outras expansões do Sims." Kevin VanOrd, da GameSpot, por outro lado, chamou-a de "uma expansão atenciosa e encantadora, [que é] cheia de inteligência e caráter". Dan Stapleton, da PC Gamer, deu ao jogo uma nota 85 de 100, elogiando suas novas adições e carreiras. Tracy Erickson, da Pocket Gamer, avaliou a versão do jogo para iPhone, dando nota 7 de 10 e elogiando o sistema de personalização, adição de bebês e facilidade na hora de cozinhar.

## Late Night
The Sims 3: Late Night (bra: The Sims 3: Caindo na Noite; prt: Os Sims 3: Pela Noite Dentro) é o terceiro pacote de expansão para The Sims 3, lançado em 26 de outubro de 2010 na América do Norte e 29 de outubro na Europa. O jogo teria sido previsto para ser lançado dia 29 de outubro de 2010 no Brasil, mas foi adiado para o dia 10 de novembro do mesmo ano. É semelhante a The Sims 2: Nightlife e The Sims: Hot Date, além de incorporar elementos de The Sims: Superstar e The Urbz: Sims in the City.
O pacote apresenta um novo mundo chamado Bridgeport, vagamente baseado na cidade de Nova Iorque, que é dividido em uma área central urbana, uma área urbana menos densa e um subúrbio rico e montanhoso.
Late Night adiciona um sistema de celebridades, baseado em cinco estrelas que representam o nível de fama de um Sim. O status de celebridade pode ser obtido por meio de vários métodos, inclusive por meio de carreiras adicionadas pela expansão e presentes no jogo base. As celebridades podem obter descontos ou comida grátis, cartas de fãs e presentes de fãs obcecados e entrada em locais exclusivos.
Em Late Night, os Sims podem sair para o centro da cidade do novo mundo, Bridgeport. O centro da cidade inclui muitos pontos de encontro e bares, incluindo vários novos tipos de lotes comunitários adicionados ao Late Night. Alguns lotes comunitários exigem certos níveis de celebridade para entrar.
A expansão também adicionou um novo estado de vida, vampiros. As habilidades dos vampiros incluem maior velocidade de aprendizado de habilidades, a capacidade de ler as mentes de outros Sims para descobrir suas características e status de relacionamento e a capacidade de correr mais rápido do que os Sims comuns. Bridgeport vem com várias famílias de vampiros pré-fabricadas. Para se tornar um vampiro, um Sim deve fazer amizade com um e pedir-lhe para transformá-lo em vampiro. Vampiros também são incluídos e expandidos em Supernatural, que adicionou a habilidade de criar um vampiro no Criar-Um-Sim.
Os Sims também podem aprender a habilidade Mixologia, que lhes permite misturar bebidas no novo objeto de bar profissional. Essas barras profissionais estão disponíveis no Modo Compra.

#### Bridgeport
Bridgeport é a primeira cidade urbana desse tipo na série The Sims, já que a maioria dos bairros anteriores eram cidades ou subúrbios. Bridgeport foi projetada para se concentrar em atividades noturnas e é semelhante em muitos aspectos aos subbairros de centro introduzidos em The Sims: Hot Date e The Sims 2: Nightlife. Bridgeport é uma cidade metropolitana vagamente baseada na cidade de Nova Iorque e outras grandes cidades dos Estados Unidos.
Bridgeport inclui arranha-céus e lofts de cobertura e é feito de várias ilhas conectadas por pontes. Os Sims podem dirigir e caminhar sobre essas pontes. Os Sims também podem usar um sistema de metrô, adicionado em Late Night.
Bridgeport é dividida em duas áreas principais: um centro urbano e uma área suburbana com mansões de luxo. Os Sims de Bridgeport são mais ricos em média do que os Sims em outros mundos do The Sims 3. As famílias de Bridgeport geralmente começam com cerca de US$5.000, e há várias famílias ricas com casas grandes.
Late Night acrescenta a carreira cinematográfica, que dá ênfase à nova mecânica de Celebridade, por ser um fator que influencia o desempenho no trabalho. Os Sims na carreira cinematográfica vão trabalhar na nova toca do coelho: estúdio de cinema, mas também podem realizar outras tarefas relacionadas à carreira na vizinhança, bem como a carreira Médica ou as carreiras adicionadas em Ambitions.
Algumas dessas tarefas incluem a promoção de filmes em bares e a coleta de alimentos para as filmagens. Os Sims nas carreiras cinematográficas podem ganhar prêmios, semelhantes a The Sims: Superstar. Sims na carreira também podem escrever roteiros de filmes. Os Sims podem se tornar uma celebridade fazendo amizade com celebridades ou impressionando-as falando sobre seu trabalho, riqueza, troca de nomes ou simplesmente inventando coisas.
Cônjuges e filhos de celebridades podem herdar níveis de celebridade. As celebridades têm acesso a melhores clubes e salas VIP, recebem descontos e bebidas ou comida gratuitas no clube. Celebridades também são convidadas para festas exclusivas com outras celebridades. Celebridades podem ser perseguidas por paparazzi e fãs admiradores, que pedirão autógrafos.

## Generations
The Sims 3: Generations (bra: The Sims 3: Gerações; prt: Os Sims 3: Gerações) é o quarto pacote de expansão para The Sims 3, lançado na América do Norte em 31 de maio de 2011, 3 de junho de 2015 na Europa e 31 de maio de 2011 no Brasil.

### Jogabilidade
Em Generations, cada fase da vida tem um tema. Para as crianças, a imaginação é o tema. Para os adolescentes, cenas rebeldes e caóticas, como festas enquanto os pais estão de férias e pegadinhas, são um complemento. Como jovem ou adulto, o foco está em seus relacionamentos com os outros; do casamento para ter seus próprios filhos. Os mais velhos aproveitam seu tempo relembrando os anos dourados e as alegrias de ver seus netos crescerem.
Os jogadores agora podem adicionar pêlos corporais aos homens no Criar-Um-Sim. Duas novas características vêm com Generations. O primeiro é o traço Rebelde, enquanto o segundo é o traço Protetor. Sims com o traço Rebelde podem ter problemas para fazer várias pegadinhas, como abandonar a campainha, adicionar tinta de cabelo ao xampu do irmão e fazer o banheiro explodir. Os Sims com o traço Protetor são melhores em cuidar de crianças e podem punir os Sims travessos, dando-lhes tempo limite, banindo videogames e castigando-os. O jogador agora pode matricular crianças Sims em atividades extraescolares. Os dois disponíveis para crianças são balé e escoteiros. Os adolescentes podem ingressar em até dois clubes do ensino médio, incluindo equipe de esportes, clube de teatro, equipe de debate, banda escolar e jornal estudantil.

### Música
All Time Low contribuiu com sua canção "Time Bomb" de seu quarto álbum Dirty Work para o pacote, e foi apresentado no trailer de anúncio do pacote e no rádio do jogo. Portugal. The Man também contribuiu com a música "Everything You See (Kids Count Hallelujahs)" de seu sexto álbum de estúdio In The Mountain In The Cloud.

## Pets
The Sims 3: Pets (bra: The Sims 3: Pets; prt: Os Sims 3: Mascotes) é o quinto pacote de expansão para The Sims 3 no Microsoft Windows e macOS, bem como um título autônomo no PlayStation 3, Xbox 360 e Nintendo 3DS. Foi lançado em todas as plataformas na América do Norte em 18 de outubro de 2011, 21 de outubro de 2011 na Europa e 28 de outubro de 2011 no Brasil. O pacote reintroduz animais de estimação, como cães e gatos. O pacote de expansão para PC/Mac também adiciona cavalos, uma novidade na série. Ele serve como o sucessor espiritual de The Sims 2: Pets e The Sims: Unleashed.

### Desenvolvimento
Animais de estimação se concentra em adicionar animais ao jogo. O jogador cria seu animal de estimação de maneira semelhante ao recurso Criar-Um-Sim existente. O recurso Criar-Um-Pet permite ao jogador personalizar seus animais de estimação de várias maneiras, incluindo a seleção de uma raça e um conjunto de características para seus animais de estimação.
Ao contrário de The Sims 2: Pets e The Sims: Unleashed, o jogador agora pode controlar diretamente os animais de estimação. Incluído no pacote está uma nova cidade, Appaloosa Plains. A pré-encomenda apenas edição limitada (excluindo versões PAL) de animais de estimação inclui adicionalmente uma pet shop.
Em 8 de junho de 2011, o produtor Ben Bell fez uma apresentação e demonstração de visualização de Pets que foi transmitida no site da EA. A demonstração continha partes do jogo nunca antes vistas pelo público. Christopher Lennertz forneceu a trilha sonora original para Pets.

### Jogabilidade

#### Pets
Em Pets, os jogadores podem criar e personalizar animais de estimação no modo Criar-Um-Pet. Os jogadores podem personalizar a pelagem, forma, padrão e cor do animal de estimação, bem como partes do corpo como orelhas, rabo, focinho e olhos. Os padrões e características de comportamento de um animal de estimação também são totalmente personalizáveis. Os jogadores também podem colocar diferentes camadas no corpo de seus animais de estimação, como pontos e/ou listras. Os jogadores podem escolher três traços para seus animais de estimação. Os jogadores também podem adicionar marcações em seus pelos e deslizá-las nos corpos dos animais de estimação. Um jogador pode ter até seis animais de estimação em uma casa, estendendo a quantidade máxima de Sims em uma casa de oito para dez.
Gatos e cachorros podem ser obtidos quando criados com uma nova família ou adotados por computador ou telefone por uma família existente. Os Sims que os estão distribuindo também colocarão um anúncio no jornal. Os Sims ocasionalmente encontrarão cães e gatos de rua, que podem ser amigos e adotados pelo jogador. A raça não tem efeito na jogabilidade. O sistema social de reforço é usado para corrigir maus comportamentos e para elogiar os bons. Sobreviver sem punição por mau comportamento pode levar um animal de estimação a assumir essa característica.
Quando adultos, os cães adultos podem aprender truques, guardar a casa, caçar objetos e aprender truques. Os gatos podem aprender a caçar usando um brinquedo da caixa de brinquedos para animais, ao contrário dos cães, eles não podem ser ensinados a caçar por seus donos. Os gatos podem caçar pequenos animais de estimação. Ao contrário dos cães, eles não podem farejar pedras preciosas, ossos ou metais, mas têm a habilidade de pescar.
Os cavalos são uma nova espécie de animal de estimação que só é introduzida nas versões para PC/Mac de Pets e não estão disponíveis nos jogos de console. Os cavalos podem ser criados com a família, adotados usando um computador ou telefone ou comprados no Centro Hípico. Os cavalos podem aprender duas habilidades – corrida e salto. Cavalos selvagens aparecem em rebanhos nos bairros de origem. Cavalos selvagens podem ser amigos; é mais fácil fazer amizade com eles se o Sim tiver uma habilidade alta (oculta) de Vida Selvagem. Cavalos e unicórnios podem se reproduzir juntos, com chance de a prole também ser um unicórnio. Ao contrário dos gatos ou cachorros do jogo, os cavalos podem ser vendidos. Quanto maiores as habilidades do cavalo e quanto mais dinheiro eles ganharem nas corridas, maior será a quantia de dinheiro pela qual eles podem ser vendidos. Além disso, os cavalos podem ser criados no Centro Hípico.
À noite, existem unicórnios que aparecem e podem interagir e adotar. Os unicórnios podem incendiar as coisas, se teletransportar, amaldiçoar ou abençoar os Sims.
O jogador também pode adotar pequenos animais de estimação, como pássaros ou cobras. Há guaxinins que derrubam latas de lixo e veados, que só podem ser observados ou acariciados.

#### Mundo
Appaloosa Plains é o nome da nova cidade nas versões para PC/Mac de Pets, em homenagem à raça de cavalo Appaloosa. O novo local está situado em uma cidade rural do meio-oeste dos Estados Unidos, aninhada entre colinas verdejantes.

### Recepção
Após o lançamento na América do Norte, as versões para PC/Mac de Pets receberam críticas positivas, com IGN classificando o jogo como 7,5/10. A versão de console (360, PS3), também obtendo uma pontuação semelhante, com IGN dando uma classificação de 7/10.
Também houve alguns problemas em relação aos mods criados pelo usuário que pararam de funcionar corretamente no pacote. Isso foi atribuído aos desenvolvedores que mudaram para um mecanismo de animação interno do kit de ferramentas Granny 3D proprietário que eles usaram nas versões anteriores do The Sims 3. Também existem alguns problemas relacionados a falhas no jogo. Alguns relatados são problemas ao criar um animal de estimação, problemas envolvendo gráficos e travamentos frequentes.

## Showtime
The Sims 3: Showtime (bra: The Sims 3: Showtime; prt: Os Sims 3: Showtime) é o sexto pacote de expansão para The Sims 3, lançado na América do Norte em 6 de março de 2012, na Europa em 10 de março de 2012 e no Brasil em 8 de março de 2012. Uma Edição de Colecionador limitada inclui conteúdo exclusivo do jogo, como um palco e duas fantasias, junto com um pôster baseado na cantora americana Katy Perry.

#### Jogabilidade
Starlight Shores é um novo mundo que está incluído em Showtime, vagamente baseado no centro de Los Angeles. Tem um parque, uma cafeteria e locais de shows onde os Sims podem se apresentar. Há também uma praia com casas ao longo da costa. Os SimFests são realizados em Starlight Shores.  Isso permite que cantores, acrobatas e mágicos compitam na frente de uma platéia.
O novo recurso SimPort permite que os jogadores enviem artistas estrelas em turnê para realizar shows especiais nas cidades de outros jogadores. Os jogadores podem personalizar o palco em locais com fundos temáticos especiais, adereços, luzes e efeitos especiais. Os jogadores podem jogar objetos nos artistas – variando de flores a alface. Um jogador pode desbloquear planos de fundo, adereços e fantasias para seu Sim se optar por usar o SimPort. Os Sims que visitam a cidade de um jogador via SimPort usarão como padrão as características, roupas e objetos que possuem localmente em seu jogo. Os jogadores podem enviar mensagens a outros jogadores enquanto seus Sims estão se apresentando em outras cidades. Showtime vem em três edições: regular, edição limitada e edição Katy Perry.
Os jogadores poderão montar seu próprio palco quando seus mágicos, acrobatas e cantores se apresentarem em um local. A opção de configuração do palco aparece até duas horas antes de um show ao vivo e solicitará a seção "Adereços" do Modo Compra. Os jogadores terão uma variedade de itens para escolher e poderão escolher um padrão de adereço "Salvo anteriormente" ou criar um novo. Há também a opção de usar o palco pré-definido do local. Adereços servem como decoração de casa e móveis também. Efeitos de iluminação, chamas, borboletas e outros efeitos também estão disponíveis como adereços. Quando um Sim terminar de se apresentar, ele receberá avaliações sobre seu desempenho. Os Sims podem ter desde programas incríveis a terríveis. O humor reflete suas performances.
O Showtime também inclui vários objetos novos, como: mesas de bilhar, máquinas de karaokê, cabines de DJ, microfones, holofotes, sistemas de alto-falantes, barras pull-up, jukeboxes, uma esfera de dança eletrônica, mesa de dominó, cabine de fotos, campo de golfe, leitores portáteis de MP3 e nova iluminação. Showtime inclui novas roupas e penteados, bem como novos adereços e estátuas para usar nos palcos.

### Lançamento
Uma edição limitada exclusiva de pré-encomenda do Showtime inclui um local de performance exclusivo Ultimate Stage. Uma edição deluxe de Katy Perry, com o subtítulo Katy Perry Edição de Colecionador, inclui objetos temáticos de Katy Perry, estilos de cabelo, figurinos, adereços de palco com tema de frutas e local, com base no conceito de seu terceiro álbum de estúdio, Teenage Dream.  A Edição de Colecionador também inclui o local do Ultimate Stage e um pôster.Isso foi seguido pelo lançamento do pacote de objetos Katy Perry's Sweet Treats em junho.

## Supernatural
The Sims 3: Supernatural (bra: The Sims 3: Sobrenatural; prt: Os Sims 3: Sobrenatural) é o sétimo pacote de expansão para The Sims 3, lançado na América do Norte em 4 de setembro de 2012 e 6 de setembro na Europa e Brasil.

### Jogabilidade
Os jogadores podem criar Sims sobrenaturais (não humanos), como bruxas, magos, lobisomens, zumbis, vampiros (atualizados), fantasmas (nos quais eles podem escolher como o Sim "morreu"), fadas e gênios (se o Showtime estiver instalado). Cada um tem suas próprias habilidades mágicas, características e interações. Supernatural vem com um novo mundo chamado Moonlight Falls. Os Sims podem aprender a nova habilidade de alquimia que ensina os Sims a preparar diferentes poções e elixires com certos ingredientes. Os Sims também aprendem novos feitiços que podem ser usados para encantar ou enfeitiçar outros Sims. Novos objetos incluem uma vassoura, uma caravana cigana, um espelho mágico e uma porta de correr para livros. A maioria dos objetos tem um tema gótico. Ossilda, um esqueleto não-jogavel, retorna de The Sims: Makin' Magic. Os Sims também podem se transformar em zumbis usando uma poção de zumbificação. Os seis novos traços incluídos são Cético Sobrenatural, Fã do Sobrenatural, Coruja, Correto, Colhedor e Taciturno.
Uma edição limitada exclusiva de pré-venda de Supernatural inclui itens exclusivos do jogo Plants vs. Zombies; um atirador de ervilhas, uma roupa de zumbi rasgada, uma roupa de zumbi de jornal e chapéus de cone e balde. Os jogadores que encomendaram via Origin receberam ainda uma exclusiva coleção Origin Plants Vs. Zombies que incluía uma lâmpada de planta, uma escultura de noz de parede, uma escultura de gnomo zumbi e uma escultura de bandeira de cérebro. Os jogadores que registraram seu jogo receberam um pôster e uma camiseta de Plants vs. Zombies da The Sims 3 Store.

### Recepção
Jon Michael da IGN deu ao jogo 4,5 de 10 criticando as adições repetitivas e feitiços inúteis no jogo, bem como um bug que permitirá que os zumbis apareçam todas as noites no jogo se o jogador salvá-lo à noite. Leif Johnson, da GameSpot, por outro lado, elogiou a expansão por sua nova carreira e habilidades.

## Seasons
The Sims 3: Seasons (bra: The Sims 3: Estações; prt: Os Sims 3: Quatro Estações) é o oitavo pacote de expansão para The Sims 3, lançado na América do Norte em 13 de novembro de 2012 e 15 de novembro de 2012 na Europa e Brasil. Assim como o Generations, Seasons não vem com um novo mundo.

### Jogabilidade

#### Clima
Existem cinco tipos de clima, como Chuva/Relâmpago, Ensolarado, Granizo, Neve e Neblina. Há vários graus de chuva. Os Sims podem espirrar e pular em poças para aumentar a necessidade de diversão, o que pode ajudar a apagar incêndios em sua cidade ou regar suas plantas. Pode chover em qualquer época do ano, mas a quantidade de chuva varia de acordo com a estação. A maior parte da chuva ocorrerá na primavera, quando tempestades, relâmpagos e trovões ocorrerão.
Há novos efeitos climáticos transformadores na expansão, incluindo o vento. O céu pode ser um indicador de qualquer previsão do tempo; por exemplo, as nuvens ficarão mais escuras, o que significa que a tempestade está se aproximando. A jardinagem pode ser afetada pelo clima. Neve e chuva se acumularão nas estradas. Os carros não escorregarão da estrada. A temperatura controlará a facilidade com que a neve se acumulará no solo ou nas árvores, ou a rapidez com que as águas, como as poças, evaporarão. Os Sims podem varrer as folhas durante o outono.

#### Características adicionais
Os alienígenas também são adicionados no Seasons e têm mais recursos do que os do The Sims 2. Eles têm poderes cerebrais que lhes permitem controlar outros Sims como servos e ler as características de outros Sims. Os alienígenas também podem montar seus OVNIs e abduzir Sims ou se aventurar pelo espaço.
Há um novo recurso que permitirá aos jogadores alterar a aparência dos lotes ao longo do ano chamado "Marcador de Lote Sazonal". Os jogadores podem configurar objetos e decorações diferentes para cada temporada, mas não podem fazer alterações no modo de construção, como paredes ou telhados. É a chave para a mudança dos festivais sazonais, mas também funciona em lotes comunitários e residenciais.
Seasons adiciona novas roupas como roupas de neve, roupas de banho e capas de chuva. Ele adiciona filtros no Criar-Um-Sim, que permitem ao jogador encontrar roupas de uma determinada expansão ou coleção de objetos. Roupas do jogo base, expansões, coleções de objetos e a loja serão atualizadas para ser selecionáveis como agasalhos.
Há quatro feriados no Seasons, como Dia do Amor, Dia do Lazer, Dia Assustador e Dia do Floco de Neve. Todos os feriados acontecem na última quinta-feira de cada temporada. Se não houver quinta-feira, será no último dia da temporada.
Os lotes se transformarão com diferentes objetos e decorações ao longo do ano de acordo com as estações, feriados e festivais atuais. Há um festival realizado em cada estação. Os lotes do festival geralmente substituem o principal parque do mundo. Os jogadores têm controle total sobre a aparência dos lotes do festival e podem construir seus próprios lotes que mudam ao longo do ano.
Uma edição limitada exclusiva de pré-encomenda do Seasons inclui o lote da comunidade Ice Lounge, com itens temáticos de gelo, como bar, banco de bar, mesa de pub e outros itens de construção.

### Recepção
Seasons recebeu uma recepção "mista ou média" de acordo com o agregador Metacritic, que deu ao jogo uma classificação de 73 em 100 com base em 12 análises.
Destructoid deu ao jogo uma pontuação "medíocre" de 5 em 10, citando a falta de novas carreiras e lotes públicos. Jon Michael, da IGN, deu ao jogo uma classificação de 7,5 em 10 e acredita que "[O jogo é] uma sólida expansão de porta de entrada que se baseia nas regras sem sobrecarregá-lo, mas ainda adiciona variedade suficiente para que você nunca mais queira jogar sem ele." Amanda "StormyDawn" Hale de Worthplaying.com deu ao jogo um 8.7/10 e afirmou que mesmo não sendo um grande pacote de expansão, é importante para qualquer coleção dos Sims - "Não é a maior expansão para Sims 3...[mas] pode ser apenas a mais importante."

## University Life
The Sims 3: University Life (bra: The Sims 3: Vida Universitária; prt: Os Sims 3: Vida Universitária) é o nono pacote de expansão para The Sims 3, lançado na América do Norte e Brasil em 5 de março de 2013, coincidindo com o lançamento de outro título da Maxis, SimCity. Foi lançado na Europa em 8 de março de 2013. É o sucessor espiritual de The Sims 2: University.

### Jogabilidade
Universidade Sims é uma sub-vizinhança que funciona de forma semelhante aos mundos de férias em World Adventures. Para frequentar a universidade, um Sim deve ser um jovem adulto, adulto ou idoso. Quando um mascote não-jogavel está perto dos lotes dos Sims, eles podem fazer um teste de aptidão. Os resultados dependerão de suas habilidades, características, experiência profissional e notas escolares. Os resultados também mostram a pontuação total de aptidão. O valor da ajuda financeira (bolsa) fornecida ao Sim também é determinado pelo teste. Os adolescentes também podem fazer o teste de aptidão, para ver em quais habilidades precisam trabalhar, mas não podem ir para a universidade antes de crescerem e se tornarem jovens adultos.
A matrícula na faculdade pode ser feita por telefone, computador ou indo até a escola pública e matriculando-se lá. O jogador pode selecionar a especialização do Sim, entre Negócios, Comunicações, Belas Artes, Educação Física, Ciências e Medicina ou Tecnologia, bem como o número de créditos que deseja estudar e se deseja estudar para um ou dois termos. Ter mais créditos permitirá que um Sim obtenha seu diploma mais rapidamente, mas eles terão mais tempo ocupado estudando.
Para receber um diploma, um Sim deve obter 48 créditos e passar nos exames finais. Ter um diploma permitirá que um Sim comece em um nível mais alto em carreiras relevantes para o diploma, e eles também receberão mais. Esses benefícios aumentarão quanto maior for a nota do Sim.
University Life também apresenta grupos sociais: Atletas, Nerds e Rebeldes. O jogador pode se juntar a esses grupos sociais e subir em suas classificações fazendo amizade com membros do grupo e/ou fazendo atividades e interações relacionadas ao grupo. À medida que progridem nas classificações, eles podem desbloquear novas interações e objetos e, posteriormente, escolher uma característica adicional. Um Sim que atingir a classificação 10 com um grupo receberá uma oferta de emprego em uma carreira especial exclusiva para esse grupo.

### Lançamento
A edição limitada exclusiva de pré-encomenda do jogo inclui o pacote de festa com togas, coroas de louros, máscaras de máscaras e a estátua Partaeus Maximus.

## Island Paradise
The Sims 3: Island Paradise (bra: The Sims 3: Ilha Paradisíaca; prt: Os Sims 3: Ilhas Paradisíacas) é o décimo pacote de expansão para The Sims 3, lançado na América do Norte em 25 de junho de 2013 e três dias depois na Europa. Foi lançado no Brasil em 26 de junho de 2013. Island Paradise é uma expansão com tema de férias e aventura, semelhante a The Sims: Vacation, The Sims 2: Bon Voyage e World Adventures.

### Jogabilidade
Isla Paradiso é o novo mundo que vem com o pacote, vagamente baseado no Caribe. "Isla" é espanhol para "ilha" e "Paradiso" é italiano para "paraíso". O mundo tem vários tipos de ilhas que variam em tamanho e são habitadas e não mapeadas, que podem ser encontradas e exploradas pelos Sims. Também existem resorts pré-fabricados que podem ser editados e gerenciados pelos Sims.
Island Paradise apresenta casas flutuantes para os Sims viverem. Elas podem ser atracadas em qualquer porto desocupado ou ancoradas em qualquer lugar no oceano, e o jogador pode fazer com que um Sim conduza o barco para onde quiser, bem como manter o controle dos outros Sims da casa enquanto o barco se move. Casas flutuantes funcionam da mesma forma que outros lotes; serviços (entrega de jornais, correio, etc.) usarão lanchas e jet skis para acessá-los.
O pacote também apresenta a habilidade de Mergulho, que permitirá aos Sims mergulhar debaixo d'água em determinados pontos do mapa. Enquanto mergulham, os Sims podem pescar, explorar cavernas subaquáticas, encontrar tesouros submersos, bem como usar um conjunto limitado de interações sociais.
Island Paradise apresenta a carreira de Salva-Vidas. Os salva-vidas são enviados para uma praia aleatória durante o horário de trabalho e terão que inspecionar o oceano, resgatar Sims que estão se afogando e realizar demonstrações de RCP.
Os Sims agora podem possuir e gerenciar resorts, que fornecerão uma renda diária em dinheiro com base no lucro líquido que obtiverem. O jogador pode aumentar a quantidade de dinheiro que recebe aumentando a capacidade de hóspedes, além de fornecer comodidades (equipamentos de ginástica, piscinas, mesas de buffet etc.) para os hóspedes, a fim de aumentar a classificação do resort e permitir que o hotel cobre preços mais elevados. O jogador também pode gerenciar a equipe do resort, contratando trabalhadores e escolhendo seus uniformes.
As sereias são o novo estado de vida introduzido no Island Paradise. Os Sims podem encontrá-los enquanto mergulham e depois convocá-los para a terra. Os Sims sereias podem respirar debaixo d'água, são imunes à descompressão e todas as sereias adultas jovens têm uma habilidade máxima de mergulho. No entanto, se uma sereia passar muito tempo fora do oceano, ela se tornará um Sim normal.

### Desenvolvimento e lançamento
Island Paradise foi anunciado durante uma transmissão ao vivo em 8 de janeiro de 2013, onde uma linha completa dos próximos pacotes de expansão e coleções de objetos do ano de 2013 foi revelada. Várias transmissões ao vivo foram apresentadas posteriormente e cada uma demonstrou novos recursos, como casas flutuantes, sistema de resort, mergulho subaquático e ilhas escondidas.
A edição limitada exclusiva de pré-encomenda de Island Paradise inclui o pacote Sobrevivência na Ilha, que inclui decoração, móveis e roupas com tema de sobrevivência.

### Recepção
The Game Scouts deu ao pacote uma pontuação positiva de 9 em 10, dizendo: "Island Paradise chega idealmente no início do verão. O pacote se integra perfeitamente com outras expansões como Seasons. Embora à primeira vista possa parecer um lançamento direcionado, é abrangente em seu alcance e oferece algo para todos os jogadores."
Giancarlo Saldana, da Games Radar, permaneceu positivo e elogiou a experiência geral do jogo, embora acreditasse que o recurso subaquático é uma decepção, pois há apenas pontos de mergulho limitados: "Embora [as] seções subaquáticas faltem, o resto de Island Paradise é uma grande exibição do que The Sims 3 ainda pode oferecer aos fãs." Mas ele afirma que os novos recursos são um verdadeiro destaque para a série geral: "... os recursos que ele traz para a mesa são definitivamente alguns dos melhores que a série já viu."

## Into the Future
The Sims 3: Into the Future (bra: The Sims 3: No Futuro; prt: Os Sims 3: No Futuro) é o décimo primeiro e último pacote de expansão para The Sims 3, lançado em 22 de outubro de 2013, na América do Norte e Brasil. Foi lançado na Europa em 24 de outubro de 2013.

### Jogabilidade
O pacote tem um tema futurista. Após a instalação, os jogadores são visitados por um viajante do tempo chamado Emit Relevart (cujo nome é "Time Traveler" ao contrário, bem como uma referência a Emmett "Doc" Brown de Back to the Future) em seu mundo natal. Emit dá aos Sims acesso a uma máquina do tempo. Usando este portal, os Sims podem viajar para o futuro em um novo mundo chamado Oasis Landing, uma cidade futurística construída entre terrenos montanhosos.
O pacote também adiciona Plumbots, semelhantes aos Servos em The Sims 2: Open for Business e SimBots em Ambitions. Eles podem ser construídos e totalmente personalizados com o novo modo Criar-Um-Bot. Os jogadores podem criar vários chips de características que determinam sua personalidade, uso e jogabilidade. Hoverboards, propulsor a jato, monotrilhos e hovercars são introduzidos no jogo como novas opções de transporte. Novas carreiras incluem Astrônomos e Vendedor de Plumbots. Novos objetos incluem TVs holográficas, um hoverboard, um sintetizador de alimentos, oficinas de construção de bots e o laser rhythm-a-con, um novo instrumento.
Os Sims também podem visitar seus futuros descendentes durante a viagem no tempo e podem mudar ou eliminar esses descendentes completamente se o jogador enviar o Sim de volta ao presente e mudar seu estilo de vida ou destino.

### Desenvolvimento
Em 8 de janeiro de 2013, foi revelado em uma transmissão ao vivo que um pacote de expansão com tema futurista estava em estágios iniciais de desenvolvimento, juntamente com o anúncio de Island Paradise.
A edição limitada exclusiva de pré-encomenda de Into the Future inclui o conteúdo do Pacote Poder Quântico, que adiciona uma câmara de hibernação e um traje de força multifuncional.